# Carum iminouakense
Carum iminouakense là một loài thực vật có hoa trong họ Hoa tán. Loài này được Quézel mô tả khoa học đầu tiên năm 1953.